# MERS-CoV
Betacoronavirus cameli (hay virus corona liên quan đến hội chứng hô hấp Trung Đông, viết tắt MERS-CoV, tiếng Anh: Middle East respiratory syndrome–related coronavirus) là một chủng virus lần đầu tiên được nhận dạng vào năm 2012, thuộc họ Coronaviridae, gây ra bệnh hô hấp, sưng phổi và suy thận ở con người. Cho tới bây giờ những lan truyền phát xuất từ Tây Á, chủ yếu từ Ả Rập Xê Út. Những người bị mắc phải thường bị bệnh nặng đưa tới chết người. Hiện tại chưa biết được bao nhiêu phần trăm bị nhiễm trùng trở bệnh nặng. Tuy nhiên theo quan sát hiện thời thì virut này ít có lan từ người sang người và con vật truyền bệnh chính có thể là dơi, rồi truyền sang Lạc đà một bướu – thỉnh thoảng lây sang con người.
Tính đến ngày 8/6/2015, thế giới đã ghi nhận 1218 trường hợp nhiễm bệnh, 450 ca tử vong tại 26 nước. Cho tới bây giờ chưa có phương pháp điều trị nào chắc chắn cả, chủ yếu chỉ là làm giảm nhẹ đi những triệu chứng.

## Lây lan

### Hàn Quốc 2015
Ngày 8 tháng 6 năm 2015, Hàn Quốc thông báo tổng số ca nhiễm tại nước này lên 95 người nhiễm vi rút gây hội chứng hô hấp Trung Đông (MERS-CoV), trong đó có 7 bệnh nhân đã tử vong. Có hơn 1.800 trường học thuộc nhiều tỉnh thành phải tạm thời đóng cửa. Tính đến tháng 6/2015, nhà chức trách đã cách ly hơn 2.500 người bị nghi từng tiếp xúc với người nhiễm bệnh.